# Halimium
Die Einteilung der Lebewesen in Systematiken ist kontinuierlicher Gegenstand der Forschung. So existieren neben- und nacheinander verschiedene systematische Klassifikationen. 
Das hier behandelte Taxon ist durch neue Forschungen obsolet geworden oder ist aus anderen Gründen nicht Teil der in der deutschsprachigen Wikipedia dargestellten Systematik.

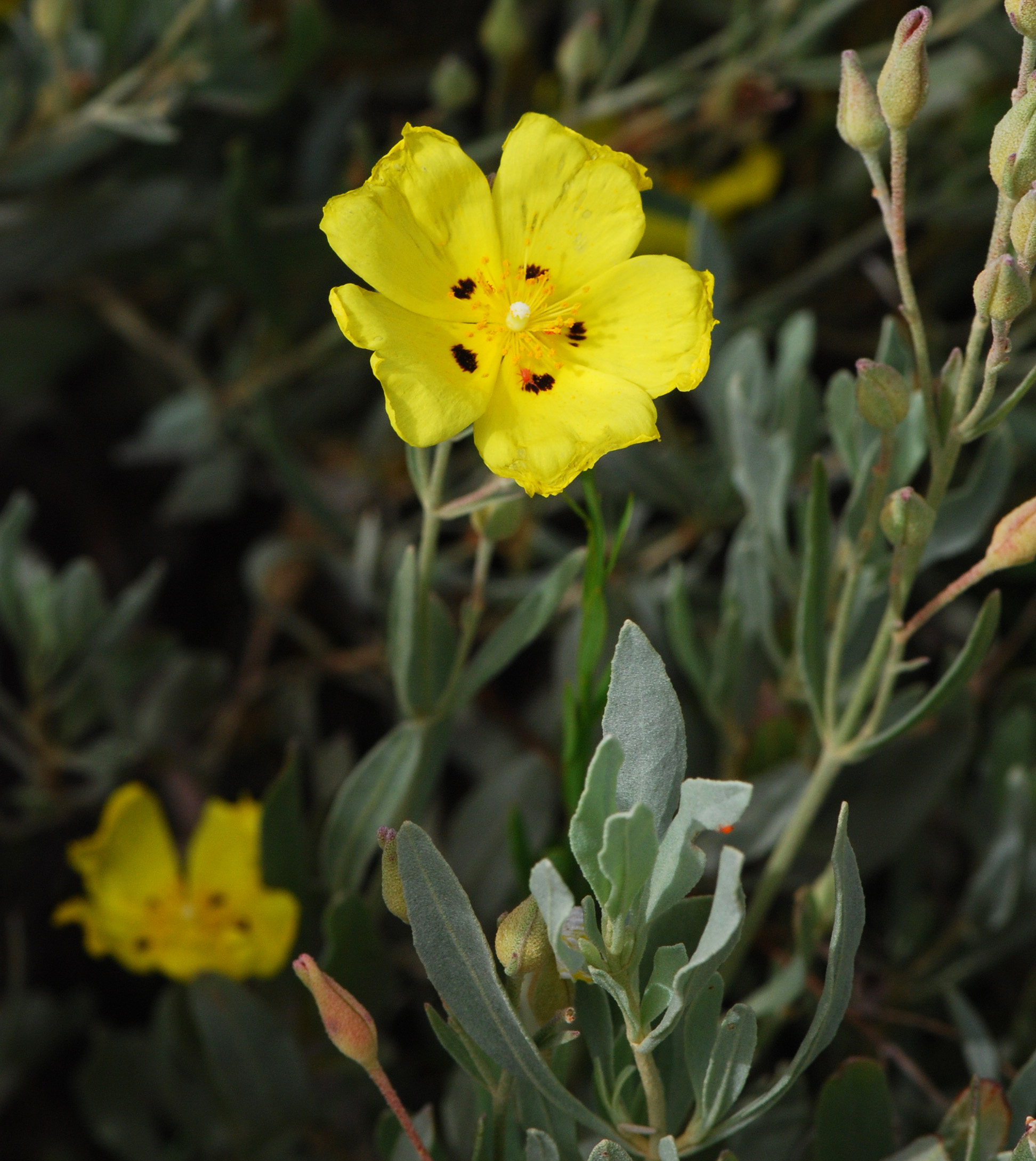
Halimium halimifolium

Halimium ist eine Pflanzengattung innerhalb der Familie der Zistrosengewächse (Cistaceae). Deutschsprachige Trivialnamen sind Steinrose, teilweise Felsenrose, Sonnenrose oder Sonnenteppich. Oft wird auch der Begriff Zistrose verwendet, da einige Experten Halimium unter Cistus subsumieren.

## Beschreibung

### Vegetative Merkmale
Die Halimium-Arten sind meist immergrüne, stark verzweigte Sträucher oder Zwergsträucher mit Wuchshöhen von 40 bis 150 Zentimetern. Der Durchmesser größerer Sträucher kann bis zu 1 Meter betragen.
Die Laubblätter sind kreuzgegenständig angeordnet. Die einfachen Blattspreiten sind bei einer Länge von 1 bis 5 Zentimetern und einer Breite von 0,2 bis 3 Zentimetern linealisch oder ei-lanzettlich.

### Generative Merkmale
Die zwittrigen Blüten sind radiärsymmetrisch und fünfzählig mit doppelter Blütenhülle. Die Blütenkronen haben einen Durchmesser von 1,5 bis 4 Zentimetern. Der Blütenstand ist rispig. Die Blütenkronblätter sind weiß, gelb oder gelb mit dunkelrötlichen Basalflecken. Es sind bis zu fünf Kelchblätter vorhanden. Die zwei äußeren sind sehr klein. Die fünf Kronblätter sind breit und keilförmig. Es sind einige Staubblätter ausgebildet. Der Fruchtknoten ist oberständig, die Griffel sind keulig und kurz. Die Kapseln sind ca. zentimetergroß, eiförmig, 2–3-klappig und im bleibenden Kelch eingeschlossen.

## Ökologie
Einige Arten, wie Halimium halimifolium oder Halimium lasianthum, haben einen dunkelroten oder braunen basalen Fleck, von dem man annimmt, dass er Insekten zur Bestäubung anlockt.
Wie bei den Zistrosen gibt es Parasitismus durch Zistrosenwürger. So wächst beispielsweise der Gelbe Zistrosenwürger auf der Woll-Steinrose (Halimium lasanthium (Lam.) Greuter).

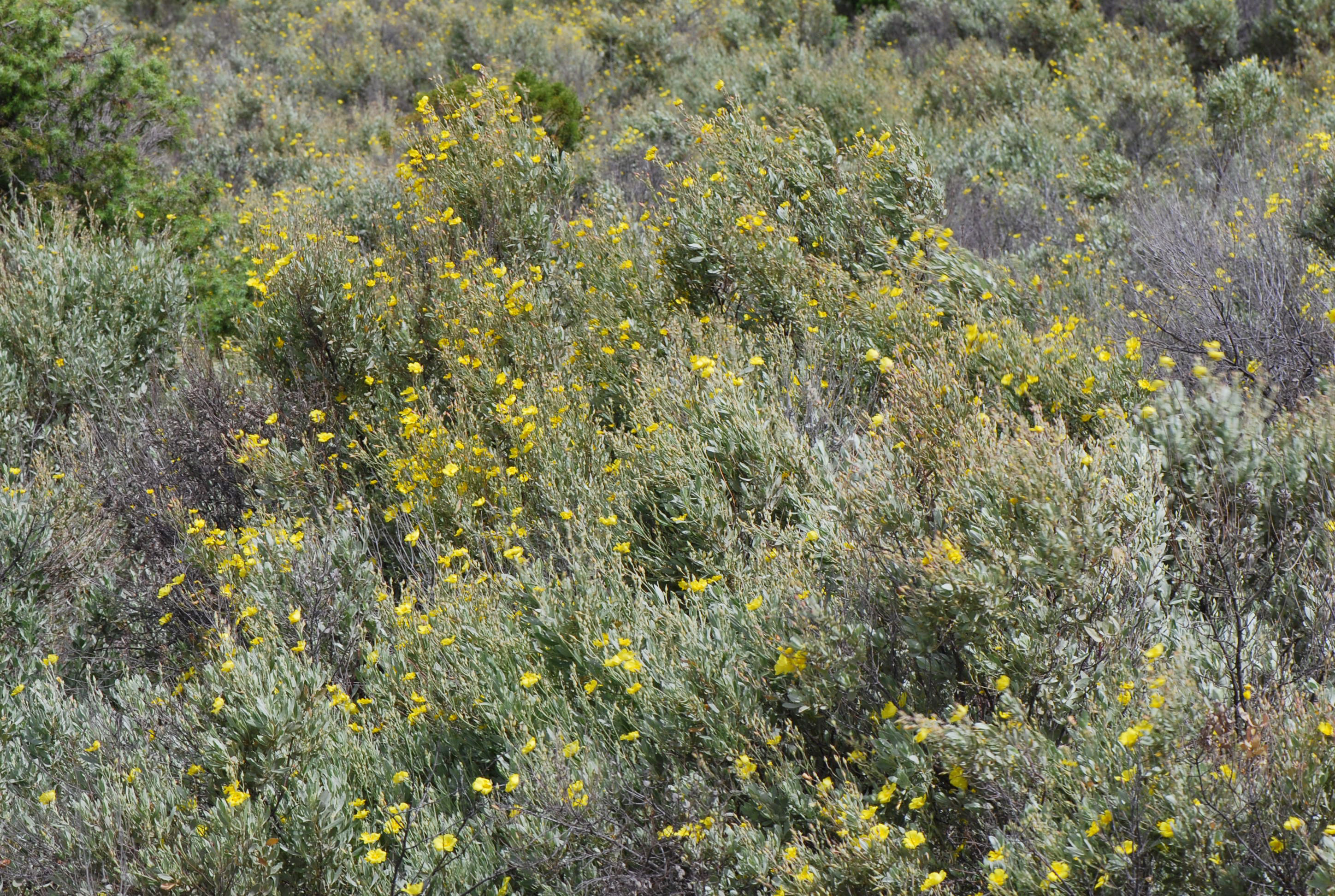
Gelbe Steinrosen (Halimium halimifolium) in korsischer Macchien-Landschaft

## Vorkommen
Die Halimium-Arten gedeihen im subtropisch-mediterranen Klima Europas, Nordafrikas und Kleinasiens. Das Zentrum der Artenvielfalt liegt im westlichen Mittelmeerraum, vor allem auf der Iberischen Halbinsel. Im Gegensatz zu der eng verwandten Gattung Cistus gibt es keine natürlichen Vorkommen auf den Kanarischen Inseln. Ihre Habitate sind sonnige Standorte auf sandigen Böden in Küstennähe, oft auch Dünen und Strände, Macchien, Korkeichenwälder, lichte Wälder der mediterranen Hartlaubzone. oder die Garique, Steinrosen können genauso wie Zistrosen bestandsbildend sein.

## Systematik und botanische Geschichte

### Taxonomie
Die Gattung Halimium wurde 1836 durch Édouard Sprach in den Annales des Sciences Naturelles Botanique, sér. 2, 6, S. 365 aufgestellt. Der Artikel über Halimium stammt vom französischen Botanik-Professor Michel Félix Dunal aus Montpellier.

### Etymologie
Der Gattungsname Halimium, der vom altgriechischen Wort halimon stammt, („latinisiert“: halimon). Er bezeichnet die Strauch-Melde (Atriplex halimus L.) Dunal hat diesen Sektionsnamen geschaffen, da eine charakteristischste Art: Halimium halimifolium (L.) Willk. bzw. Cistus folio Halimi de Clusio ein Blattform hat, die der strauchartigen Melde bzw. halimon ähnelt.

### Botanische Geschichte
Historisch wurden die Halimium-Arten meist unter Cistus eingeordnet. Je nach „Sichtweise“ geht man von sieben bis zwölf Arten aus. Die Gattung Halimium ist eng mit der Gattung Cistus (Zistrosen) verwandt. Daher gibt es auch Gattungshybriden der beiden Gattungen Cistus und Halimium, die unter × Halimiocistus geführt werden.
Molekulargenetische Forschungsergebnisse der spanischen Botaniker Guzmán und Vargas stellten 2009 die bisherige Taxonomie in Frage und zeigten auf, dass die Stellung von Halimium umbellatum anders sein könnte. Abgetrennt vom restlichen Zweig der Halimium-Arten befindet sich die Position von Halimium umbellatum zwischen der roten und der weiß-rötlichen Klade der Gattung Cistus. Doch andere Autoren folgten dieser Ansicht nicht.
Historisch wurde die Gattung in vier Sektionen aufgeteilt, die heutige Kenntnissen aber widersprechen: Sektion 1 COMMUTATA (Halimium calycinum) Sektion 2 HOMORHODION (Halimium atriplicifolium, Halimium lasianthum, Halimium ocymoides) Sektion 3 CHYRSORHODION (Halimium halimifolium, Halimium lasiocalycinum) und Sektion 4 HALIMIOIDES (Halimium umbellatum).

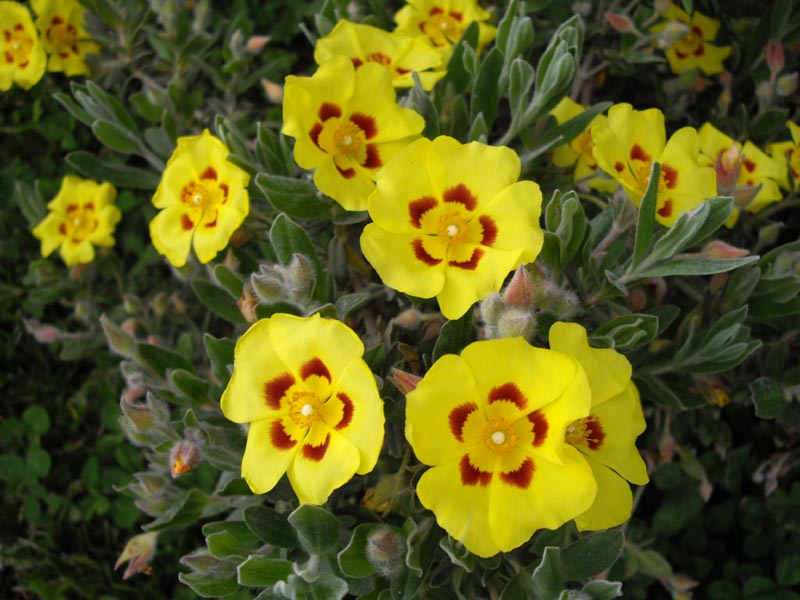
Woll-Steinrose (Halimium lasianthum)

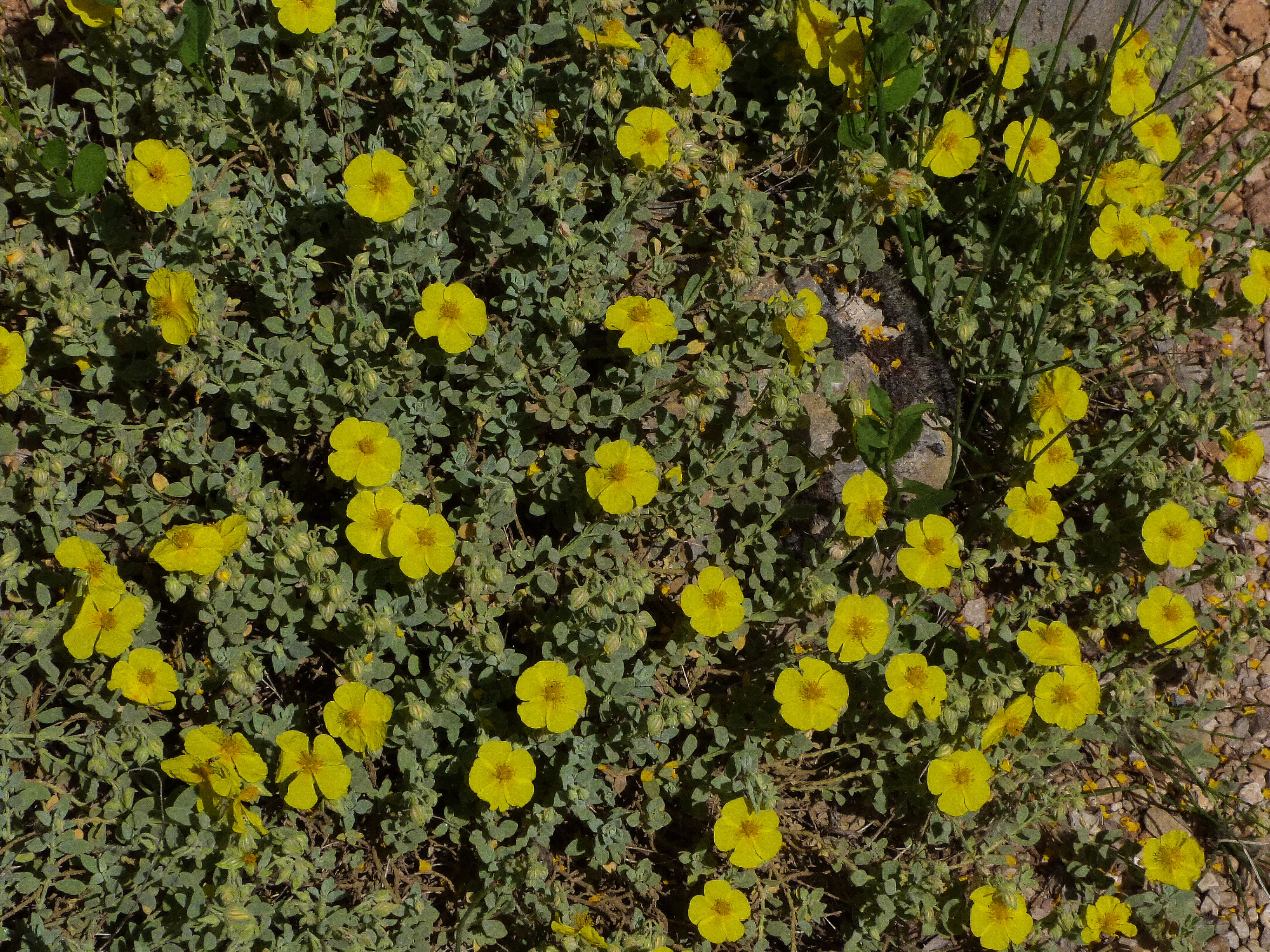
Gelbe Felsenrose (Halimium atriplicifolium)

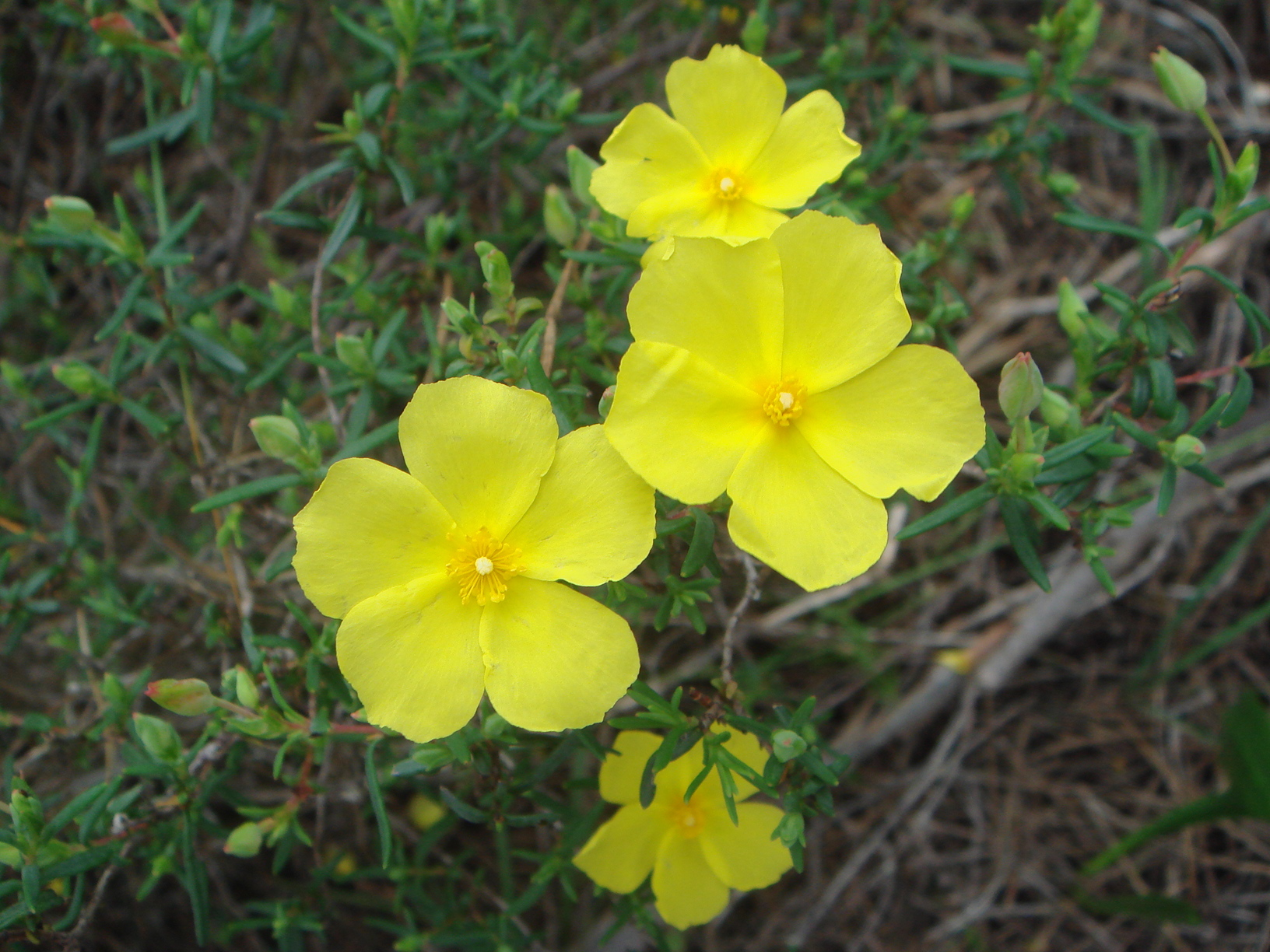
Kelch-Steinrose von (Halimium calycinum)

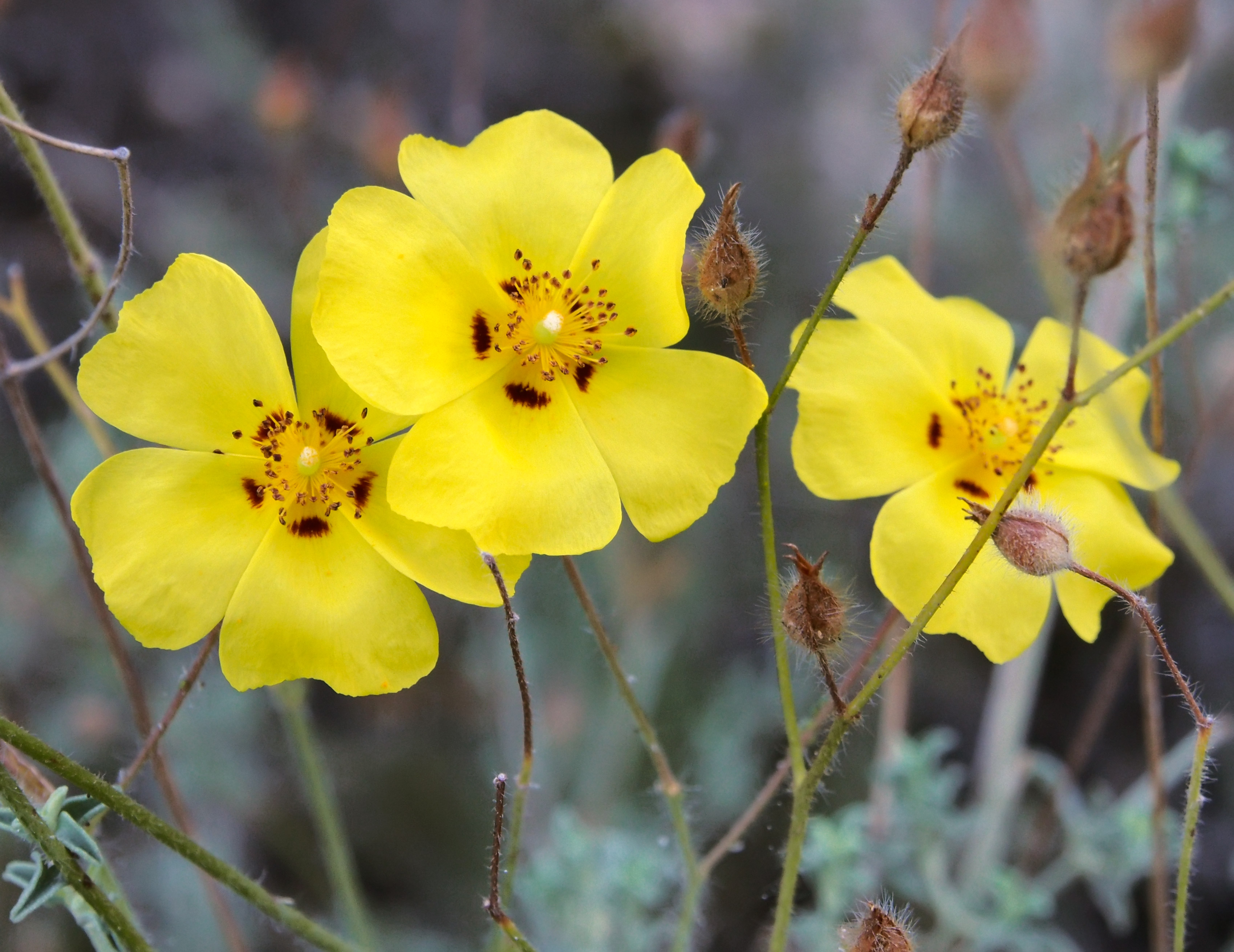
Basilikumblättrige Steinrose (Halimium ocymoides)

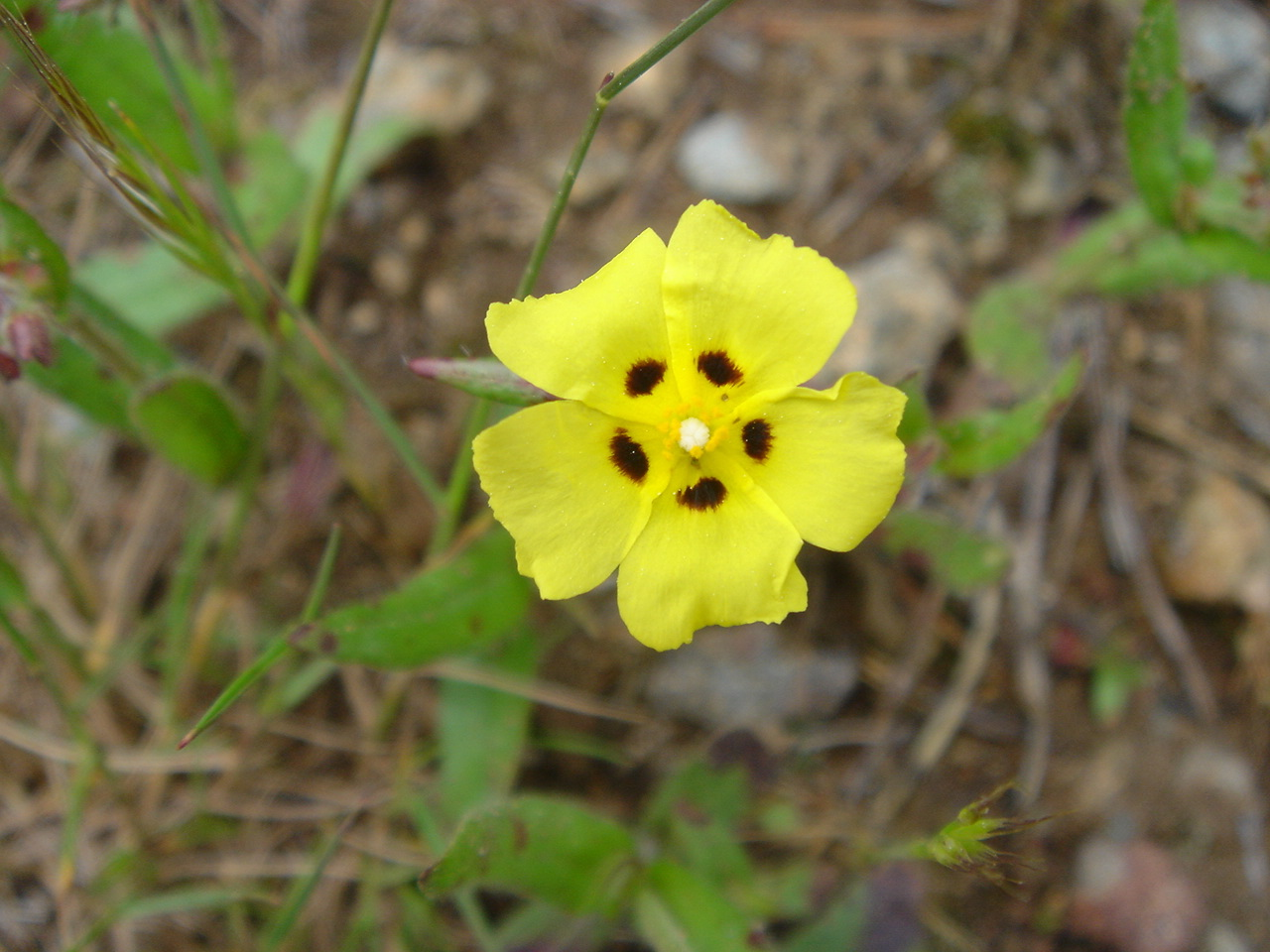
Gelbe Steinrose (Halimium halimifolium)

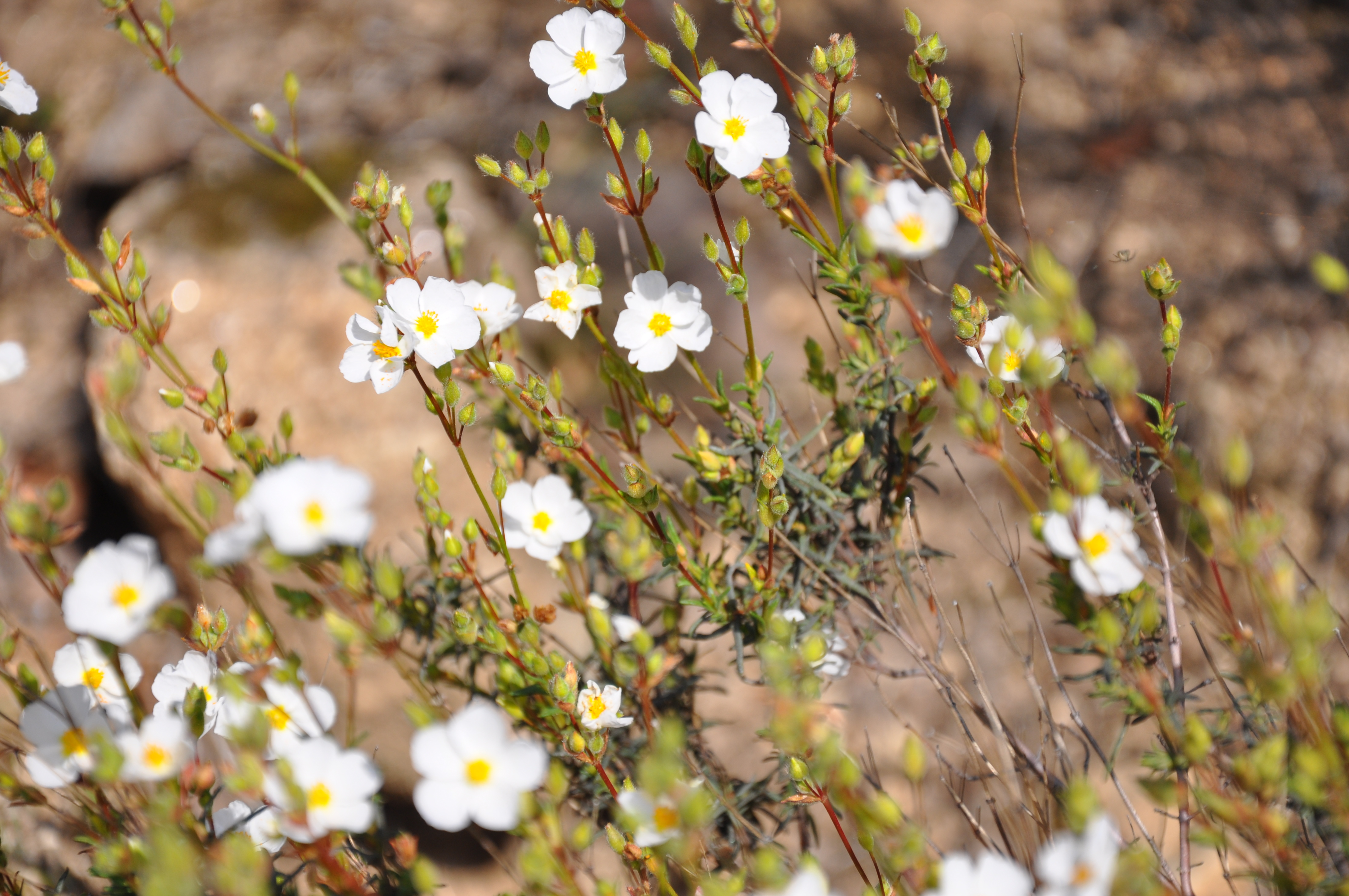
Dolden-Steinrose (Halimium umbellatum)

## Arten

### Botanische Arten und ihre Verbreitung
J.-P. Demoly sieht Halimium atlanticum als eine neue Art. Der Zistrosen- und Halimium-Experte Robert G. Page geht von nur sieben Arten (white-flowered: Halimium umbellatum, Halimium voldii / yellow-flowered Halimium atriplicifolium, Halimium calycinum, Halimium halimifolium, Halimium lasianthum, Halimium ocymoides) aus.
Es gibt etwa zwölf Arten mit etwa fünf Unterarten, die derzeit in zwei gelb-blütige und eine weiß-blütige Klade eingeordnet werden.
In dem Standardwerk Flora Europaea sind 9 Arten verzeichnet. Hier wird H. calycinum als C. commutatum bezeichnet. Die drei Arten: H. atlanticum, H. lasiocalycinum und H. voldii fehlen. Die 2-bändige Ausgabe "Claves de la Flora de España, (1981)" von M. Garcia Rollan beschreibt 8 Arten, hier fehlt zusätzlich H. vertillicatum.
Klade 1 (gelb-blütig)
- Atlantische Steinrose (Halimium atlanticum Humbert & Maire), gelb-blütig mit roten Basalflecken: Dieser Endemit kommt nur im nördlichen Marokko vor.
- Kelch-Steinrose, Küsten-Steinrose (Halimium calycinum (L.) K.Koch), Synonyme: Halimium commutatum ((Pau) Byng&Christenh.)[4], Halimium libanotis f. luteum (Sauvage); (lat.: calycinum = Kelch); gelb-blütig: Sie kommt in Marokko und auf der Iberischen Halbinsel vor. Die Synonym-Bezeichnung Halimium libanotis sorgt für Verwirrung, da einerseits das Artepitheton libanotis schon bei der Rosmarinblättrigen Zistrose Cistus libanotis verwendet wird, andererseits diese Art mit dem „falschen“ Namen Libanesischer Sonnenteppich angeboten wird. Da diese Art aus dem westlichen Mittelmeerraum stammt ist libanotis etymologisch nicht vom Libanon, sondern vom griechischen "libanotis" (= Rosmarin (Salvia rosmarinus)) oder dem griechischen "libanos" (= Weihrauch) abgeleitet.

Klade 2 (gelb-blütig)
- Gelbe Felsenrose (Halimium atriplicifolium (Lam.) Spach); (von lat.: atriplex = Melde + lat.: folium = Blatt); gelb-blütig: Es gibt etwa zwei Unterarten deren Vorkommen das zentrale und das südliche Spanien, sowie Marokko ist:[11][12]
  - Halimium atriplicifolium subsp. atriplicifolium: Sie kommt nur in Spanien vor.
  - Halimium atriplicifolium subsp. macrocalycinus (Pau) Demoly: Sie kommt nur in Marokko vor.
- Gelbe Steinrose, Gelbe Zistrose[1], Halimiumblättrige Steinrose, Salzmeldenblättrige Steinrose (Halimium halimifolium (L.) Willk.), (vom altgr.: halimon = Melde); gelb-blütig mit roten Basalflecken: Die etwa zwei Unterarten sind in Südspanien, den Inseln im westlichen Mittelmeerraum und in Italien verbreitet:
  - Halimium halimifolium subsp. halimifolium
  - Halimium halimifolium subsp. multiflorum (Salzm. ex Dunal) Maire
- Woll-Steinrose, auch Falsche Sonnenrose, Lissabon-Sonnenrose (Halimium lasianthum (Lam.) Spach)[4][11] ; (vom altgr.: λασιος/lasios = wollig, haarig); gelb-blütig mit roten Basalflecken: Die etwa drei Unterarten kommen in Marokko, Portugal sowie südlichen Spanien vor:
  - Halimium lasianthum subsp. alyssoides (Lam.) Greuter; müsste nach neueren Erkenntnissen wieder eigene Art bilden: Halimium alyssoides
  - Halimium lasianthum subsp. formosum (Curtis) Heyw.; (lat.: formosum = gut aussehend) mit auffälligem dunkelroten Fleck[13]
  - Halimium lasianthum (Lam.) Spach subsp. lasianthum
- Halimium lasiocalycinum (Boiss.& Reut.) Grosser ex Engl.; (vom altgr.: λασιος/lasios = wollig, haarig und dem lat.: calycinum = Kelch); gelb-blütig mit roten Basalflecken
  - Halimium lasiocalycinum subsp. lasiocalycinum
  - Halimium lasiocalycinum subsp. rhiphaeum
- Basilikumblättrige Steinrose (Halimium ocymoides (Lam.) Willk.):[11]; (von lat.: ocinum = Basilikum); gelb-blütig mit roten Basalflecken: Sie kommt nur im südlichen Portugal sowie südlichen Spanien vor.

Klade 3 (weiß-blütig)
- Dolden-Steinrose (Halimium umbellatum (L.) Spach); (von lat.: umbella = Sonnenschirm); weiß-blütig:Teilweise wird diese, molekulargenetisch mit den anderen Halimium-Arten nicht direkt verwandte Art auch als Cistus umbellatus L. geführt. Die etwa drei Unterarten bzw. Varietäten kommen im nordwestlichen Afrika und auf der Iberischen Halbinsel vor:
  - Gewöhnliche Dolden-Steinrose (Halimium umbellatum subsp. umbellatum (L.) Spach)
  - Quirlige Dolden-Steinrose (Halimium umbellatum var. verticillatum Willk.)
  - Klebrige Dolden-Steinrose (Halimium umbellatum subsp. viscosum (Willk.) O.Bolòs & Vigo)
- Halimium verticillatum (Brot.) Sennen; (von lat.: verticillatus = Quirl); weiß-blütig: (je nach Sichtweise eine eigene Art oder Unterart von Halimium umbellatum)
- Halimium viscosum (Willk.) P.Silva; (von lat.: viscare = beschmieren); weiß-blütig: (je nach „Sichtweise“ eine eigene Art oder Unterart von Halimium umbellatum)
- Volds Steinrose (Halimium voldii Kit Tan, Perdetz. & Raus); weiß-blütig: (je nach „Sichtweise“ eine eigene Art oder Unterart von Halimium umbellatum, Syn.: Halimium umbellatum subsp. micranthus Demoly): Sie kommt in Griechenland vor.

### Naturhybriden und hybride Zuchtarten
- Paus Steinrose (Halimium × pauanum Font Quer (= Halimium halimifolium × Halimium lasianthum)); benannt nach dem spanischen Botaniker Carlos Pau y Español (1857–1937).
- Halimium × santae Demoly (Naturhybride aus Halimium halimifolium × Halimium ocymoides)
- Spätblühende Steinrose (Halimium × tardiflorens (= Halimium atriplicifolius × Halimium halimifolium)); (von lat.: tardus = spät, langsam + lat.: florens = blühend)
- Coutinhois Steinrose (Halimium × coutinhoi Mendonça & Carv.): Naturhybride im nördlichen Portugal; benannt nach dem portugiesischen Botaniker und Agrarwissenschaftler António Xavier Pereira Coutinho (1851–1939).

außerdem gibt es Hybriden mit Zistrosenarten bzw. -hybriden (Cistus) der sogenannten Nothogattung × Halimiocistus wie × Halimiocistus sahucii (= Halimium umbellatum × Cistus salviifolius), × Halimiocistus × ingwersenii (= Halimium umbellatum × Cistus inflatus) oder × Halimiocistus wintonensis 'Merrist Wood Cream' (= Halimium lasianthum 'Formosum' × Cistus salviifolius).

## Verwendung
Mehrere Halimium-Arten, Hybriden bzw. Zuchtstieren werden als Zierpflanzen verwendet, vor allem in Steingärten. Beliebt sind prämierte Zuchtformen wie Halimium ocymoides ‘Susan’ mit hellgelben Blüten und einem rotbraunen Basalfleck (Royal Horticultural Society's Award of Garden Merit). Außerdem wird die Gelbe Steinrose (Halimium halimifolium) in der algerischen Volksmedizin zur Behandlung von Magen-Darm-Schmerzen eingesetzt.

### Weiterführende Literatur
- Pierre André Pourret: Projet d`une histoire générale de la famille des Cistes. 1783.
- Robert Sweet: Cistineae - the natural order of Cistus or Rock-Rose. James Ridgway, London 1825–1830.
- Pierre Mackay Dansereau: Monographie du genre Cistus L. Thèse Sciences Genève. Institut de botanique systématique de l'Université, Genf 1939.
- Moritz Willkomm: Grundzüge der Pflanzenverbreitung auf der iberischen Halbinsel. In: A. Engler, O. Drude (Hrsg.): Die Vegetation der Erde. Engelmann, Leipzig 1896.